# Vadfoss/Helle
Vadfoss/Helle est une ville dans la municipalité de Kragerø, dans le comté de Telemark, en Norvège.

## Description
Elle se compose des deux villes fusionnées de Vadfoss et Helle. C'est un site industriel avec Vafos Pulp AS, une usine de pâte à papier et quelques petites industries.
Elle est située au sud-est du pays, près du parc national de Hardangervidda et au nord de la côte du Skagerrak.

## Galerie

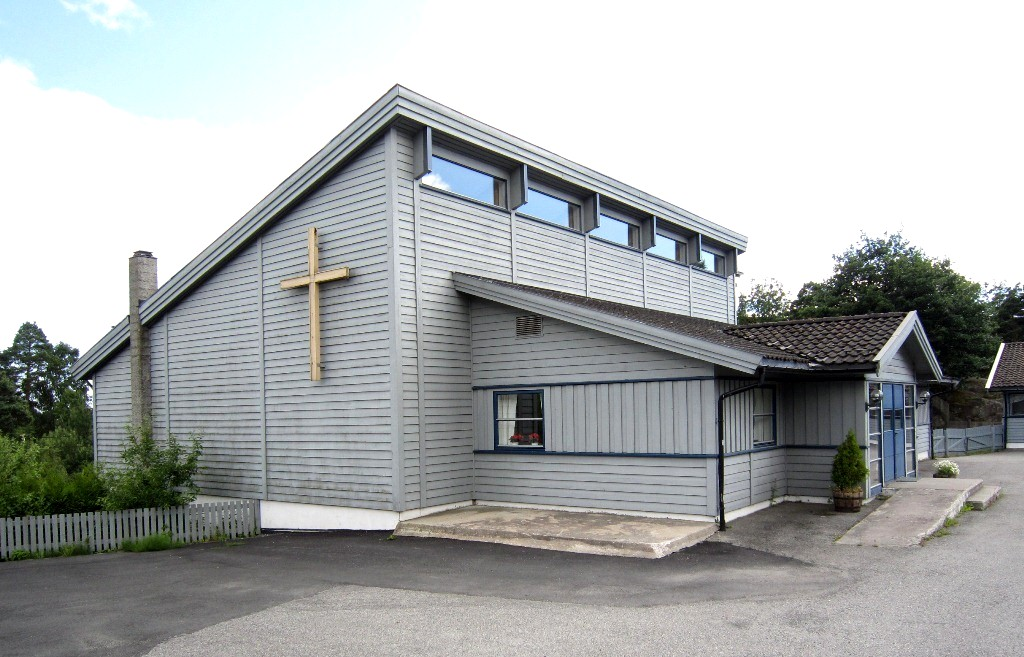
Eglise de Helle